# 貫入岩

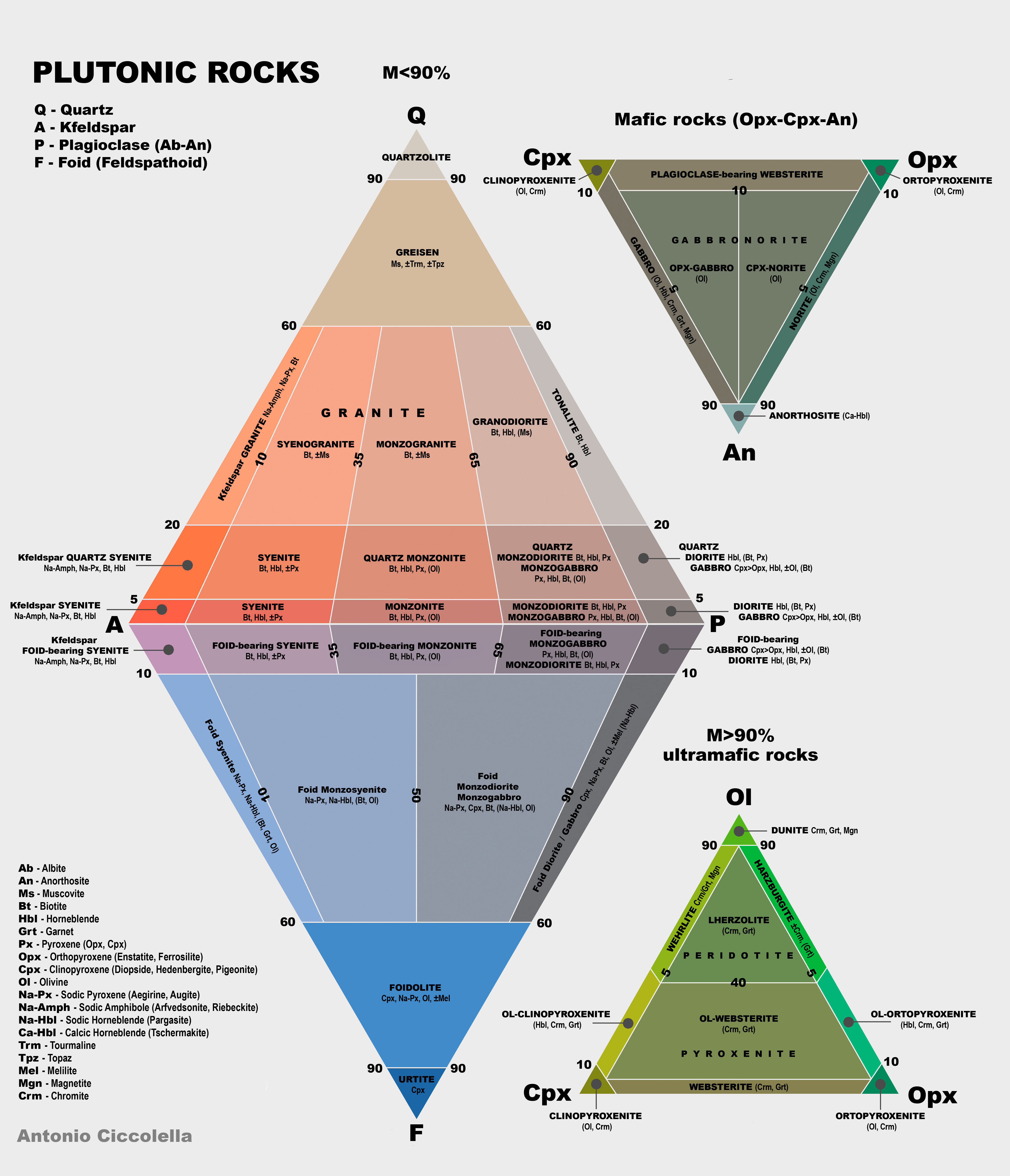
深成岩の分類のためのQAPF図

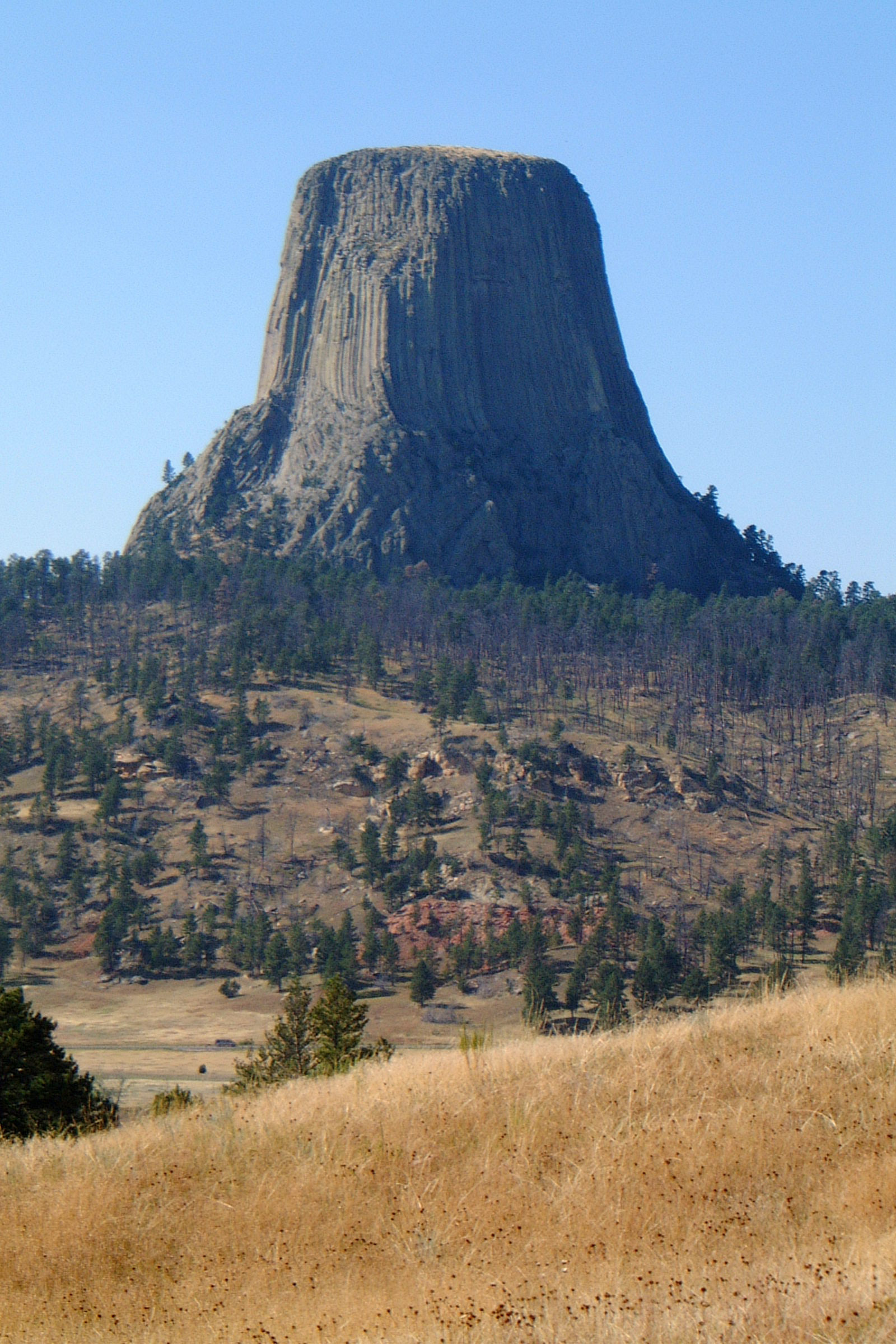
米国ワイオミング州の「デビルズタワー」。岩頸であり、周囲の柔らかい岩にマグマが貫入し、その後の侵食によりこの部分（火道）のみが残ったもの。石質は主に、火山岩に比べて石基部分の結晶が大きい斑岩。

貫入岩（かんにゅうがん、英: intrusive rock）は、火成岩の一種。バソリス、ラコリス(餅盤)、ダイク（岩脈）、シル（岩床）、岩頸（火山の首）など、マグマが地表に現れることなく、地殻内に貫入して固結することによって形成されるものをいう。「迸入岩」とも呼ばれる。深成岩は貫入岩の一種である。花崗岩や閃長岩、閃緑岩、斑糲岩などが含まれる。
典型的な貫入岩は深成岩であり、基本的には火山岩の対になるが、貫入岩体最上部で地表に近いものは急速に冷やされ火山岩（噴出岩）と変わらない組成になり、この部分は貫入岩体の一部であっても、貫入岩に含めないことがある。岩頸は火山岩質もしくは半深成岩質、また比較的浅い地下での貫入によってできるダイク、シルは半深成岩質のことが多い  。

## 特徴

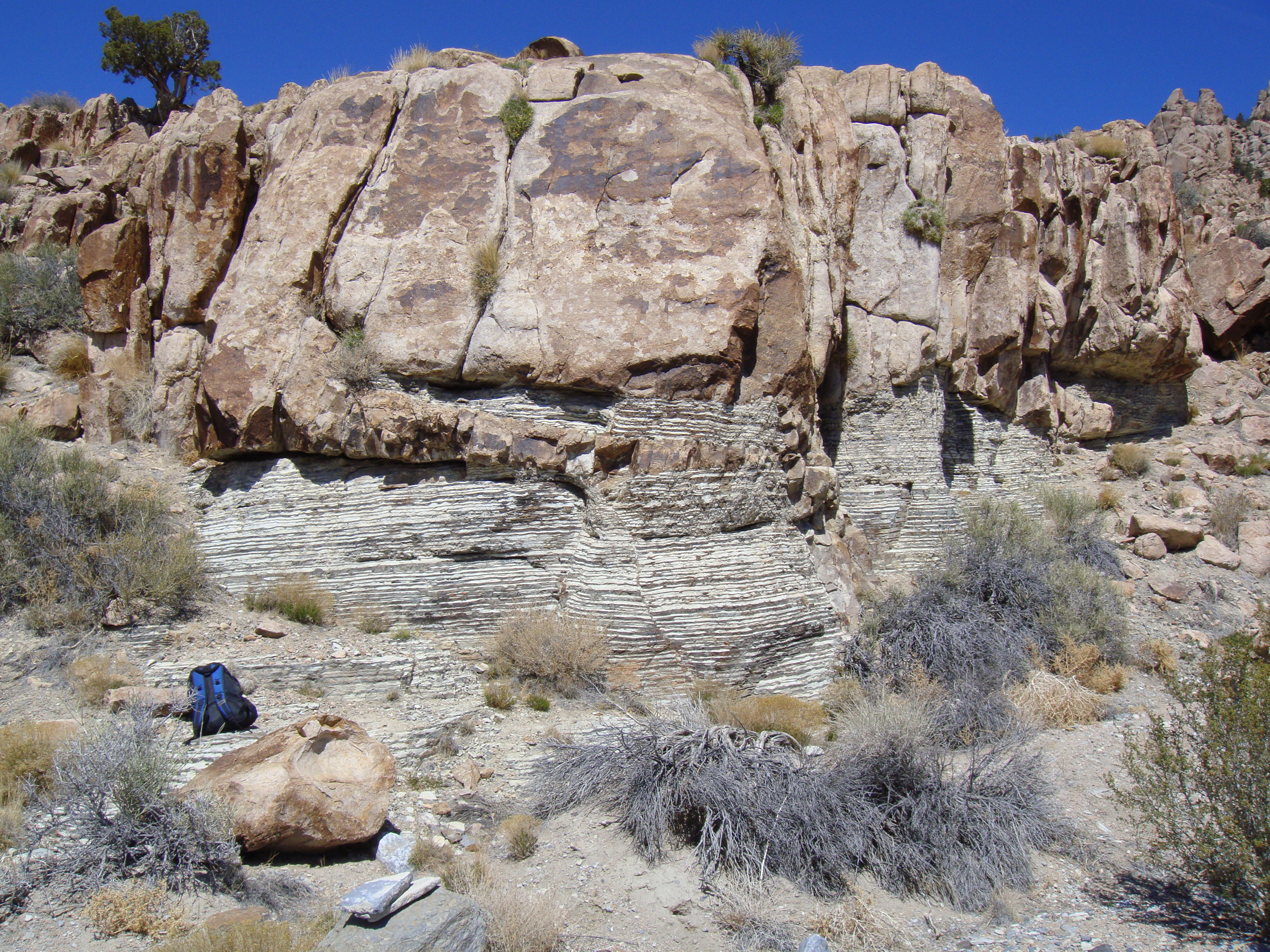
ユタ州ハウスレンジのノッチピーク近くの高度に変態した白黒の縞模様の母岩（カンブリア炭酸塩岩）との貫入岩（ピンクのノッチピークモンゾナイト）（部分的に堤防として）

## オカレンス

さまざまな種類の火成岩の侵入を示す図

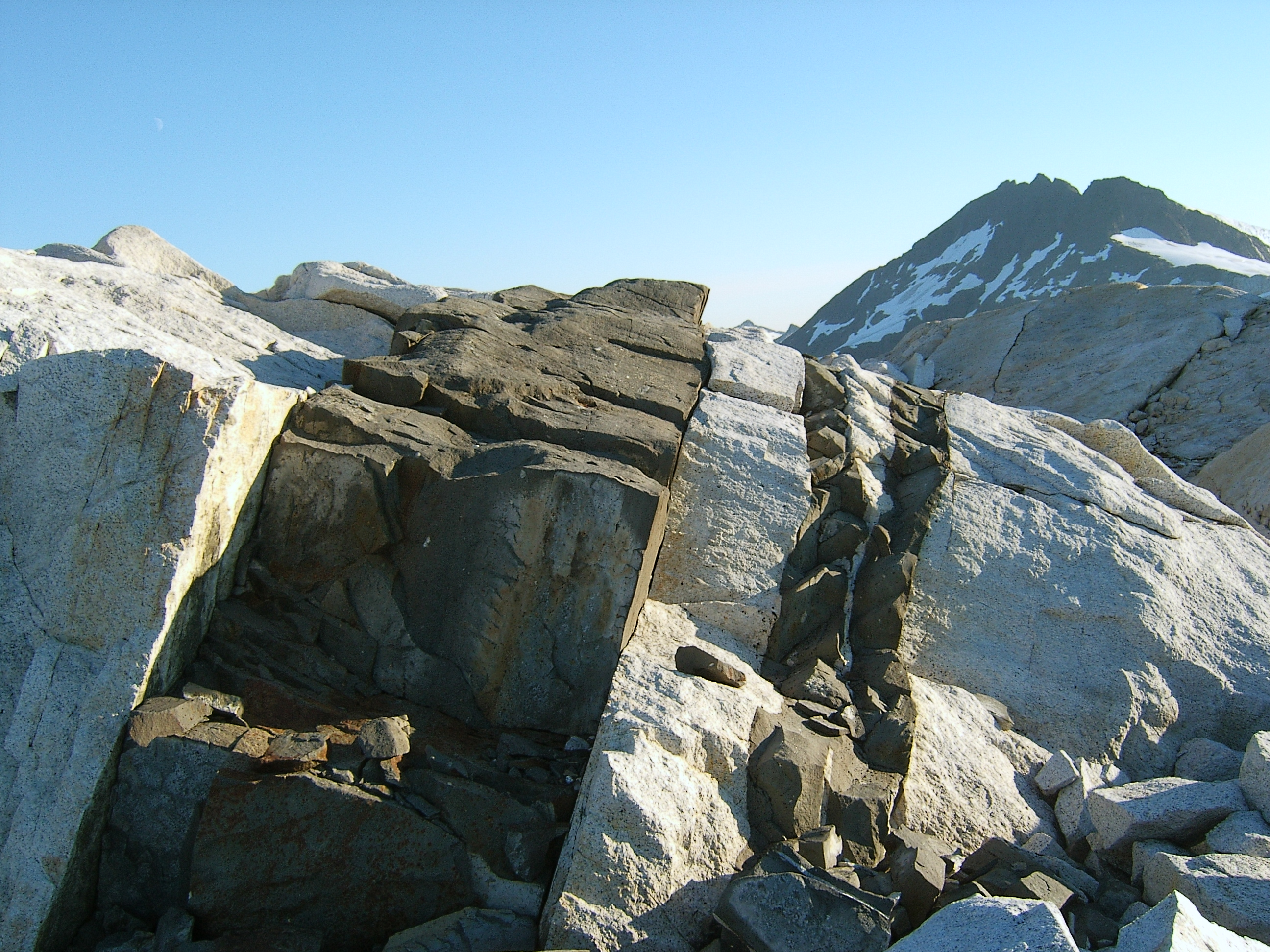
アメリカ合衆国、アラスカ州バラノフ島のカントリーロックに堤防が侵入